# Juul Franssen
Juul Franssen (Venlo, 18 gennaio 1990) è una judoka olandese.

## Palmarès
- Mondiali

Baku 2018: bronzo nei 63 kg.
Tokyo 2019: bronzo nei 63 kg.
- Europei

Budapest 2013: oro nella gara a squadre.
Praga 2020: bronzo nei 63 kg.
- Europei Under-23

Praga 2012: oro nei 57 kg.
- Mondiali juniores

Parigi 2009: argento nei 57 kg.
- Europei juniores

Varsavia 2008: oro nei 57 kg.
Erevan 2009: bronzo nei 57 kg.
- Europei cadetti

Salisburgo 2005: argento nei 57 kg.
Miskolc 2006: oro nei 57 kg.

### Vittorie nel circuito IJF
| Data             | Località  | Paese               | Categoria  |
| ---------------- | --------- | ------------------- | ---------- |
| 29 ottobre 2016  | Abu Dhabi | Emirati Arabi Uniti | Grand Slam |
| 18 novembre 2017 | L'Aia     | Paesi Bassi         | Grand Prix |
| 27 ottobre 2018  | Abu Dhabi | Emirati Arabi Uniti | Grand Slam |